# Лорна Дун
„Лорна Дун“ (Lorna Doone) е исторически роман от Ричард Блакмор, издаден през 1869 година.

## Сюжет
Внимание:  Текстът по-долу разкрива сюжета на произведението (или части от него)!
Действието на романа се развива в края на XVII век, през периода на Реставрацията. Това е време, когато религиозният въпрос играе огромна роля в политиката, и борбата между краля и Парламента отново пламва. Чарлс II и брат му Джеймс II непрекъснато се опитват да възстановят Абсолютизма до 1688 г., когато Джеймс прави опит открито да поддържа Католицизма. В резултат на обединените усилия на главните политически партии и англиканската църква той бива прогонен от страната. За всички тези събития обаче в романа едва се загатва. Вярно е, че става дума за въстанието на Монмът и се споменават някои исторически личности като Чарлс II, Джеймс II, съдията Джефрис и др., но те остават в далеч по-заден план от основната линия на повествованието. Това е история за кръвната вражда между два аристократични рода и за любовта между главните герои – младия благородник Джон Рид и красивата Лорна Дун.

## Издания на български език
- „Лорна Дун“, София, изд. „Отечество“, 1983 г., библиотека „Избрани книги за деца и юноши“, 336 с.
- „Лорна Дун“, София, изд. „Отечество“, 1984 г., 272 с.

## Филмови екранизации
- Lorna Doone, (1922), американски филм, режисьор: Maurice Tourneur
- Lorna Doone, (1934), американски филм, режисьор: Basil Dean
- Lorna Doone, (1951), американски филм, с участието на Barbara Hale и Richard Greene
- Lorna Doone, (1963) ТВ сериал
- Lorna Doone, (1976) ТВ сериал на BBC, с участието на Emily Richard и John Sommerville
- Lorna Doone, (1990), британски ТВ филм, с участието на Sean Bean
- Lorna Doone, (2001), американски ТВ филм, режисьор: Mike Barker